# Infraestrutura de Mato Grosso do Sul
Estruturalmente o Mato Grosso do Sul, além da logística completa, é referência também na área da educação e pesquisa.

## Transporte

### Terrestre

#### Rodoviário
Rodovias
hidrovias 

voador
Seu sistema viário contribui em boa medida para o escoamento da produção agropecuária. Os principais eixos rodoviários são:
- BR-163 - Liga Sonora a Mundo Novo

Começa (ou termina) na divisa dos estados do Paraná e Mato Grosso do Sul, cruza o Rio Paraná com a ponte Ayrton Senna, passando pelas cidades de Mundo Novo e Naviraí. Na região de Dourados foi recentemente restaurado e duplicado o seu contorno rodoviário, o que aconteceu também em Campo Grande, o que proporcionará mais conforto e segurança aos usuários da rodovia, atendendo aos anseios da população das cidades e seu entorno. A partir de Campo Grande a rodovia cruza com a BR-060 até a entrada com Camapuã. Por fim ela passa por Sonora, última cidade de MS antes da divisa om o MT. A BR 163 é o principal corredor de exportação do estado do Mato Grosso Sul para atingir os portos dos estados do Paraná e Santa Catarina (Graças ao G20)
- BR-267 - Liga Porto Murtinho a Bataguassú (Porto XV de Novembro), no rio Paraná, e a Ourinhos, em São Paulo.

Na divisa dos estados de São Paulo e Mato Grosso do Sul, cruza o Rio Paraná com a ponte Hélio Serejo. Em Guia Lopes da Laguna a BR-267 dá acesso à região turística de Bonito. A partir daí ela se transforma no acesso ao sudoeste de MS, sendo também o único acesso rodoviário a cidade de Porto Murtinho, seu destino final.
- BR-060 - Liga Chapadão do Sul a Bela Vista

Seu ponto inicial fica na cidade de Chapadão do Sul, na divisa com o estado de Goiás. Passando Camapuã, a rodovia encontra-se com a BR-163 até Campo Grande, onde cruza ainda com a BR-262. Seu final se dá em Bela Vista, na fronteira com o Paraguai. 
- BR-262 - Liga Corumbá à Vitória (Espírito Santo)

Cruza a cidade de Três Lagoas, divisa com o estado de SP até Campo Grande, no entroncamento das rodovias BR-060 e BR-262, e prossegue por esta última com direção oeste até o acesso a Aquidauana, por 136 km. Daí segue margeando o Pantanal por 69 km até Miranda. O trecho de Miranda até a travessia do rio Paraguai tem 148 km, atravessando o Pantanal. Na travessia do rio Paraguai há uma ponte de cerca de 2 km com um pedágio, que termina em Porto Morrinho. A partir deste ponto, a rodovia toma a direção norte por 67 km até a base naval de Ladário, na margem direita do mesmo rio. O percurso também é feito através do Pantanal mas com leito já consolidado. De Ladário até Corumbá são apenas 5 km em pista dupla e daí até a divisa Brasil / Bolívia mais 6 km. Resumindo: de Campo Grande até a fronteira com a Bolívia são 431 km totalmente pavimentados. 
O asfaltamento do trecho pantaneiro da rodovia se deu em duas etapas: a primeira fase ocorreu em 1986 com o asfaltamento da rodovia e ficando excluídos 23 km relativos à construção da ponte sobre o rio Paraguai em Porto Morrinho. Antes da ponte, a travessia dos carros, ônibus e caminhões era feita por balsas e demorava em média 40 minutos, quando não havia problemas climáticos ou mecânicos. A segunda fase se deu após a construção da ponte, a qual levou mais de cinco anos para ser concluída, entre 1996 e 2001.
Rodoviário de passageiros
Tendo uma malha rodoviária desenvolvida para os padrões nacionais, MS possui vários terminais rodoviários de passageiros, se destacando os terminais das seguintes localidades:
- Alternav -  Naviraí
- Esplanada da Estação -  Corumbá
- Estação Rodoviária de Aquidauana -  Aquidauana
- Estação Rodoviária Senador Antônio Mendes Canale -  Campo Grande
- Terminal Rodoviário Afonso Rodrigues -  Três Lagoas
- Terminal Rodoviário de Amambaí -  Amambai
- Terminal Rodoviário de Bonito -  Bonito
- Terminal Rodoviário de Coxim -  Coxim
- Terminal Rodoviário Décio de Azevedo Mattos -  Nova Andradina
- Terminal Rodoviário de Eldorado -  Eldorado
- Terminal Rodoviário Francisco Cardoso -  Rio Brilhante
- Terminal Rodoviário de Maracaju -  Maracaju
- Terminal Rodoviário de Nova Alvorada do Sul -  Nova Alvorada do Sul
- Terminal Rodoviário de Ponta Porã -  Ponta Porã
- Terminal Rodoviário Renato Lemes Soares -  Dourados
- Terminal Rodoviário Sebastião Olinto -  Sidrolândia
- Terminal Rodoviário Ubaldino Corrêa da Costa -  Paranaíba

Mato Grosso do Sul sedia três grandes empresas nacionais de transporte rodoviário de passageiros: Expresso Queiroz, Viação Cruzeiro do Sul e Viação São Luiz.

#### Ferroviário
O estado é servido por duas linhas ferroviárias. a seguir:
Estrada de Ferro Noroeste do Brasil
Com bitola de 1,00 m de largura (bitola estreita) e distância total de 1.618 km entre Bauru e as fronteiras com Paraguai e Bolívia, esse trecho se chamava Estrada de Ferro Noroeste do Brasil (NOB) e pertencia a Rede Ferroviária Federal (RFFSA). A abertura de frentes pioneiras com a construção de ferrovias formam conquistas e avanços nas terras indígenas, mas também acaba causando graves problemas sociais, como a desterritorialização, marginalização e empobrecimento dos nativos, que se deslocam para as periferias das cidades. Entretanto, foi extinta com a privatização da Rede Ferroviária Federal (RFFSA) entre 1992 e 1996, quando foi privatizada e vendida a concessionária Novoeste S/A, pertencente a empresa norte-americana Noel Group, grupo de gestao corrupta e fraudulenta que abandonou essa malha, ocasionando a falta de manutenção da ferrovia e prejudicado o transporte da produção agrícola de Mato Grosso do Sul, funcionando de forma precária e restringindo-se exclusivamente ao transporte de carga. Em 2006 a Novoeste foi vendida à ALL, sua gestora atual. Atualmente a ferrovia transporta anualmente mais de 2 milhões de toneladas de mercadorias tais como: minério de ferro, minério de manganês, soja, cimento, derivados de petróleo, combustíveis, produtos siderúrgicos entre outros. 
A ferrovia inicia em Bauru e percorre 840 km até Campo Grande, onde se divide em dois ramais:
- Ramal Brasil-Bolívia: conhecido também por Trem do Pantanal, esse trecho foi construído há mais de meio século e percorre 459 km a partir de Campo Grande e o seu eixo permite o acesso à Bolívia, Peru e Chile. Já funcionou plenamente até 1991 também conduzindo passageiros com a função de turismo ou de comércio de exportação, partindo de São Paulo a Bauru, de Bauru a Corumbá e de Corumbá à Bolívia, percorrendo 1.618 km em território brasileiro. A partir de  1992, funcionou em modo de concordata até ser desativada em definitivo em 1996. Depois de mais de 10 anos desativada, a linha de passageiros foi reativada em maio de 2009 pelo governo estadual e federal, mas apenas o trecho Campo Grande-Miranda. Faz parte das metas do governo estadual e federal reativar a linha para passageiros do trecho Miranda-Corumbá lentamente até 2011, o que era para ter acontecido já em 2010. Entre Corumbá e Santa Cruz encontra-se em operação uma ferrovia do sistema ferroviário boliviano, a Red Oriental (antiga Estrada de Ferro Brasil – Bolívia)), com 643 km e bitola de 1,00 m, também privatizada recentemente. Não há tráfego mútuo entre estas 2 ferrovias que encontram-se em Corumbá, sendo necessário fazer-se o transbordo das mercadorias de um trem para o outro, com passagem pela alfândega.
- Ramal Brasil-Paraguai: ramal de 410 km que começa em Campo Grande e vai até Ponta Porã, fronteira com o Paraguai. Esse ramal é continuação do trecho Bauru-Campo Grande, que totalizando 1250 km. Fez sua última viagem em 1996 para logo depois ser desativado. Atualmente a ALL administra o trecho transportando apenas carga. Até o momento não há previsão para reativar o trecho para passageiros.

Ferronorte
Mais recente (construída entre as décadas de 1980 e 1990), com 1,60 m de bitola, esta moderna ferrovia tem início na ponte ferroviária sobre o rio Paraná, entre as estações de Santa Fé do Sul (SP) e Aparecida do Taboado (MS), passando pela Ponte Rodoferroviária sobre o Rio Paraná, no estado de São Paulo e cruza o rio Paraná até Aparecida do Taboado. Daí segue para o norte do estado, passando por cidades como Inocência e Chapadão do Sul até atingir Alto Taquari, no sul do estado de Mato Grosso. Tem como principais produtos para transporte os grãos para exportações.

### Fluvial
A navegação fluvial, que já teve importância decisiva, vem perdendo a preeminência. Dois eixos fluviais  compõem o estado de MS, ambos pertencentes a Bacia do Rio da Prata:
Rio Paraguai
O Rio Paraguai integra o estado com os países vizinhos Paraguai e Argentina, e com Mato Grosso pelo porto de Cáceres. Os principais produtos transportados no rio são: minérios de ferro e de manganês, cimento, madeira, derivados de petróleo e gado em pé. No ano de 1999, essa hidrovia começou a transportar açúcar, partindo de Porto Murtinho. Os principais portos são os de Corumbá (Ladário e Porto Esperança) e Porto Murtinho.
- Mitos e fatos da Hidrovia Paraguai-Paraná

Concebido nos anos 80 como um megaprojeto com impactos ambientais, econômicos e sociais incalculáveis, foi bastante questionado por diferentes setores da sociedade, e com isso acabou arquivado. Atualmente se constitui em um conjunto de obras de intervenção pontuais, em diversos pontos dos leitos dos rios Paraguai e Paraná, pretendendo a adoção de um sistema de navegação sem interrupção o ano todo. O projeto segue polêmico no ponto de vista socioeconômicos e ambientais, pois não foi feita previamente a avaliação dos impactos socioambientais, como determina a legislação ambiental brasileira. Há muita polêmica e muitos interesses conflitantes e, sobretudo a sociedade, diretamente atingida, desconhece ou ignora a magnitude das consequências de sua implantação. As obras atualmente se encontram embargadas pela Justiça Federal, por iniciativa da Promotoria de Justiça do Meio Ambiente de Mato Grosso.
Trata-se de uma hidrovia que articula a cidade de Corumbá e os países limítrofes com o Uruguai, no porto de Nueva Palmira, totalizando 3.442 km de extensão, a partir do porto de Cáceres (MT), constituindo importante corredor de comércio exterior com os países do Mercosul. As extensões dessa hidrovia desde o porto de Nueva Palmira até os portos de Corumbá e Ladário são de 2.770 km. No Brasil essa hidrovia possui 1.298 km, de Cáceres até a foz do Rio Apa. De Corumbá em direção a Cáceres a navegação sofre inúmeras restrições. A cidade sempre foi estratégica regionalmente para a entrada das mercadorias europeias e sua localização, após a serra de Albuquerque (que finaliza o Pantanal ao sul), no último trecho facilmente navegável do Rio Paraguai para embarcações de maior calado e a beira do Pantanal, lhe garantiu um rápido e rico crescimento entre o final do século XIX e começo do século XX, quando a borracha da Amazônia passou também a ser exportada por ali. 
Rio Paraná
O rio Paraná nasce entre os estados de São Paulo e Minas Gerais, na confluência de dois importantes rios brasileiros: o Grande e Paranaíba. O Rio Paraná corre aproximadamente no eixo central da Bacia do Paraná, uma ampla bacia sedimentar.
Em seu percurso banha, além de Mato Grosso do Sul, também o estado do Paraná, adquirindo uma extensão total de 3.998 km, que lhe renderia o posto de o nono rio mais extenso do mundo, caso fosse contado o trecho do rio Paranaíba. O rio Paraná demarca a fronteira entre Brasil e Paraguai numa extensão de 190 km até à foz do rio Iguaçu.
É através desse rio que corre a Hidrovia Tietê-Paraná.

### Aéreo
Mato Grosso do Sul é um estado muito bem servido no que diz respeito a aeroportos, possuindo cinco em operação:
Aeroporto Internacional de Campo Grande
Principal aeroporto de MS, está classificado como aeroporto internacional de segunda categoria, dispondo de todos os serviços essenciais a esta classificação, além de oferecer suporte para a Aviação Regular Regional, bem como para a Aviação Geral, sendo apoio fundamental para as operações militares e alternativa imprescindível à Aviação Internacional. 
Aeroporto Internacional de Corumbá
Principal aeroporto de todo o Pantanal, foi construído em terreno de 290 hectares (a área perimetral do sítio é de 1.216.425,40 m²) e na altitude de 141 metros do nível do mar, o aeroporto foi um dos primeiros a serem construídos no interior do Brasil e o primeiro aeroporto construído na região Centro-Oeste, nos anos 30.
Aeroporto Internacional de Ponta Porã
Situado a sudoeste do Estado de Mato Grosso do Sul, fronteira seca com a cidade de Pedro Juan Caballero, no Paraguai, o aeroporto está distante 4 quilômetros do centro da cidade de Ponta Porã e o mercado de trabalho existente no aeroporto é formado por 94 empregos diretos.
Aeroporto Regional de Dourados
Localizado próximo à fronteira com o Paraguai (cerca de 110 km), o aeroporto de Dourados está situado dentro da faixa de fronteira do Brasil com o Paraguai, na segunda maior cidade e centro do mais importante núcleo econômico do Estado, a Região da Grande Dourados, que concentra 38 Municípios, onde a agricultura é pujante, sendo uma região estratégica de Mato Grosso do Sul em que atende aproximadamente 1 milhão de pessoas. O aeroporto também é palco para encontro de pára-quedismo, para aeromodelismo, para eventos sobre aviões acrobáticos, entre outros eventos.
Aeroporto Regional de Bonito
O aeroporto é administrado pela concessionária Dix Empreendimentos Ltda, que é a detentora, junto à Agência Estadual de Gestão de Empreendimentos (Agesul), para explorar, administrar, operacionalizar e manter o receptivo por 13 anos. É um importante aeroporto turístico de MS e oferece opções de voo regionais e nacionais e internacionais.

## Energia
Mato Grosso do Sul possui uma capacidade de geração  de energia instalada é de 7.826,5  MW, sendo 94% é de origem renovável. Desse total, 6.740,8 MW são provenientes de usinas hidrelétricas, 464,7 MW de gás natural, 427,4 MW de biomassa e 182,8 MW de pequenas centrais hidrelétricas. Porém, até 2015, a capacidade de geração terá um incremento de 4.208,4 MW a partir do início das operações da Usina Hidrelétrica São Domingos entre outras usinas de biomassa e PCHs. Ainda assim, a maior parte da energia consumida no estado é produzida pela usina hidrelétrica de Jupiá, próximo à divisa com São Paulo.

### Gasoduto Bolívia-Brasil
O Gasoduto Bolívia-Brasil delega um dos maiores investimentos destinados para todas as regiões por onde ele atravessa. Funcionando desde 2001 e tendo contrato inicial de 20 anos, possui potencial para promover vários investimentos públicos. Em Mato Grosso do Sul o gasoduto percorre um total de 702 quilômetros, com previsão de construção de uma usina separadora em Puerto Suárez para a transformação do gás natural em gás seco e este será canalizado até Corumbá para consumo de energia industrial. Quando começar a funcionar, o gasoduto irá transportar 16 milhões de metros cúbicos/dia[carece de fontes?], e será necessária segurança para evitar acidentes (vazamentos, acidentes físicos com o duto, entre outros problemas), já que o duto está apenas a um metro de profundidade. 
Com relação ao Relatório de Impacto Ambiental (RIMA)[carece de fontes?], o projeto acusa problemas ambientais num primeiro momento: a sua construção pode afugentar a fauna e provocar danos à natureza com as escavações e uso de dinamite. Além disso, o empreendimento foi o responsável pela desapropriação de algumas propriedades de pequenos produtores.

## Ensino e pesquisa
| Ano        | Português         | Redação           |
| ---------- | ----------------- | ----------------- |
| 2006 Média | 34,84 (11º) 36,90 | 53,54 (4º) 52,08  |
| 2007 Média | 48,41 (11º) 51,52 | 56,74 (6º) 55,99  |
| 2008 Média | 39,36 (11º) 41,69 | 59,02 (10º) 59,35 |

A taxa de analfabetismo em Mato Grosso do Sul decresceu no final do século XX, com reduções nos níveis de analfabetismo classe etária de 10 anos e mais, passando de 23,37%, em 1980, para 9,5% em 2004. E apesar das reduções serem significativas, os dados da área urbana e rural foram bem distintos.[carece de fontes?]

### Centros de ensino básico

#### Ensino básico
- MACE

#### Ensino complementar ou profissional
- SENAC
- SENAI
- SESC

### Centros de ensino superior

#### Universidades
- UFB (em projeto)
- UCDB
- UEMS
- UFGD
- UFPan (em projeto)
- UFMS
- UNIDERP
- UNIGRAN

#### Faculdades
- Estácio de Sá

### Pesquisa
Mato Grosso do Sul possui vários centros de pesquisa, destacando-se:

#### Embrapa
Com reconhecida tecnologia de ponta em todo o Brasil, no MS são três unidades, sendo um dos estados da federação com mais unidades da Embrapa no Brasil, uma em cada região do estado. São elas:
- Embrapa Agropecuária Oeste - Dourados
- Embrapa Gado de Corte - Campo Grande
- Embrapa Pantanal - Corumbá

#### CTEI-MS
Em novembro de 2009, foi implantado na Universidade Federal de Mato Grosso do Sul o Centro Tecnológico de Eletrônica e Informática de Mato Grosso do Sul (CTEI-MS), uma pólo tecnológico criado pela parceria entre a UFMS, a UCDB e a UNIDERP. Foi montada no CTEI uma das redes de informática mais rápidas do país, que opera a 10 Gb/s.